# Света Ана-в-Словенських Горицах
Света Ана-в-Словенських Горицах (словен. Sveta Ana v Slovenskih goricah) — поселення в общині Света Ана, Подравський регіон‎, Словенія.